# Орден «За доблестный труд»
Орден «За доблестный труд» — государственная награда Российской Федерации. Учреждён Указом Президента Российской Федерации от 1 февраля 2024 года № 81 «Об учреждении ордена „За доблестный труд“».

## Статутордена
Согласно статуту, утверждённому Указом Президента Российской Федерации от 1 февраля 2024 года № 81, орденом «За доблестный труд» награждаются граждане России:
- за большие заслуги в трудовой (служебной) деятельности, направленной на укрепление и развитие экономического и оборонного потенциала Российской Федерации;
- за высокопроизводительный труд на предприятиях, в организациях и учреждениях, способствующий повышению конкурентоспособности отраслей российской экономики, а также различных видов продукции;
- за большие заслуги в области государственного строительства, научно-технологического развития Российской Федерации и за эффективное решение социально значимых задач.

Граждане Российской Федерации могут быть награждены орденом «За доблестный труд», как правило, при условии, что ранее они были награждены иной государственной наградой.
Кроме того, орденом «За доблестный труд» могут быть награждены коллективы предприятий, организаций и учреждений независимо от форм собственности за выдающиеся заслуги в укреплении и развитии экономического, научного и оборонного потенциала Российской Федерации.

### Порядок ношения
Знак ордена носится на левой стороне стороне груди и при наличии других орденов Российской Федерации располагается после знака ордена Гагарина. Для особых случаев и возможного повседневного ношения на гражданской одежде предусматривается ношение миниатюрной копии знака ордена «За доблестный труд», которая располагается после миниатюрной копии знака ордена Гагарина. При ношении на форменной одежде ленты ордена «За доблестный труд» на планке она располагается после ленты Ордена Гагарина. На гражданской одежде носится лента ордена «За доблестный труд» в виде розетки, которая располагается на левой стороне груди.

## Описание
Знак ордена представляет собой покрытый рубиновой эмалью позолоченный четырёхконечный прямой крест с расширяющимися концами. Между концами креста — позолоченные штралы. Крест наложен на круглую пластину из серебра, покрытую белой эмалью, на которой серебристым цветом изображены основные символы труда: два скрещённых между собой молота, изображение атома, искусственный спутник земли, шестерёнка, вышка и станок-качалка. По краям креста — узкий выпуклый рант.
В центре креста — позолоченный круглый медальон с узким выпуклым рантом. В покрытом белой эмалью поле медальона — рельефное позолоченное изображение государственного герба Российской Федерации. Поле медальона имеет узкий выпуклый рант.
По окружности медальона — покрытая синей эмалью кайма. В верхней части каймы — надпись прямыми рельефными позолоченными буквами: «ЗА ДОБЛЕСТНЫЙ ТРУД». В нижней части каймы — рельефное изображение позолоченных лавровой и дубовой, покрытых зелёной эмалью.
Расстояние между противоположными концами креста — 40 мм. На оборотной стороне знака — номер знака ордена.
Знак ордена при помощи ушка и кольца соединяется с пятиугольной колодкой, обтянутой шёлковой муаровой лентой красного цвета с серой и жёлтой продольными полосками.
Ширина ленты — 24 мм, ширина серой полоски — 4 мм, ширина жёлтой полоски — 4 мм, расстояние между полосками — 1 мм. Жёлтая полоска отстоит от правого края ленты на 2 мм.
Миниатюрная копия знака ордена «За доблестный труд» носится на колодке. Расстояние между концами креста — 15,4 мм, высота колодки от вершины нижнего угла до середины верхней стороны — 19,2 мм, длина верхней стороны — 10 мм, длина каждой из боковых сторон — 16 мм, длина каждой из сторон, образующих нижний угол, — 10 мм.
При ношении на форменной одежде ленты ордена «За доблестный труд» используется планка высотой 8 мм, ширина ленты — 24 мм.
На ленте ордена «За доблестный труд» в виде розетки крепится миниатюрное изображение знака ордена из металла с эмалью. Расстояние между концами креста — 13 мм. Диаметр розетки — 15 мм.

## Кавалеры ордена

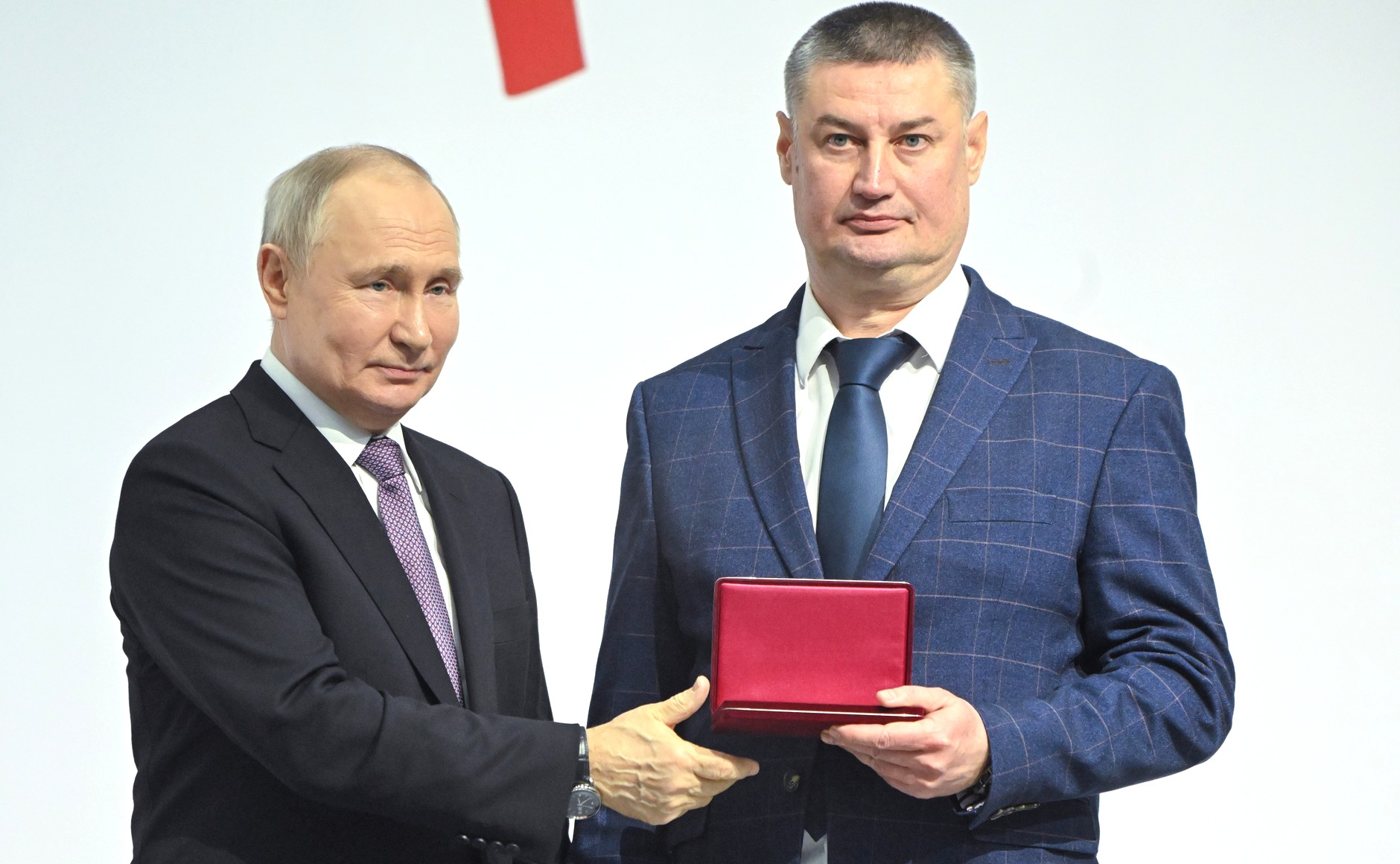
Владимир Путин передаёт орден «За доблестный труд» гендиректору НПО «Сплав» Ринату Идрисову, 2 февраля 2024 года

1. Жданов Юрий Николаевич — заведующий кафедрой ФГБОУ ВО «Российский государственный социальный университет»[5].
2. Беловалова Ирина Михайловна — помощник президента ФГБУ «Национальный медицинский исследовательский центр эндокринологии»[6].
3. Марова Евгения Ивановна — доктор медицинских наук, профессор, работник ФГБУ «Национальный медицинский исследовательский центр эндокринологии»[6].
4. Рожинская Людмила Яковлевна — главный научный сотрудник ФГБУ «Национальный медицинский исследовательский центр эндокринологии»[7].
5. Фофанов Николай Викторович — оператор технологических установок ООО «Лукойл-Волгограднефтепереработка»[8].

### Награждённые коллективы
1. Первым награждённым коллективом стало Тульское «Научно-производственное объединение „Сплав“ имени А. Н. Ганичева»[9]. Соответствующий указ президента был издан 2 февраля 2024 года и в этот же день, во время пленарного заседания «Всё для победы!» в Тульском кремле, Владимир Путин передал орден генеральному директору НПО «Сплав» Ринату Идрисову[10][11].
2. Коллектив Комсомольского-на-Амуре авиационного завода имени Ю. А. Гагарина (КнААЗ)[12].
3. Коллектив информационного агентства России ТАСС[13].
4. Коллектив Уралвагонзавода им. Дзержинского[14].
5. Коллектив Московского государственного университета имени М. В. Ломоносова[15][16].
6. Коллектив горно-металлургической компании «Норильский никель»[17][18].